# Bouniagues
Bouniagues ist eine französische Gemeinde mit 589 Einwohnern (Stand 1. Januar 2022) im Département Dordogne in der Region Nouvelle-Aquitaine (vor 2016: Aquitanien). Sie gehört zum Arrondissement Bergerac und zum Kanton Sud-Bergeracois.
Der Name in der okzitanischen Sprache lautet Bonhagas. Eine Theorie besagt, dass er auf ein Landgut in gallorömischer Zeit zurückgeht, das einem gewissen „Bonius“ gehörte. Eine andere Theorie geht davon aus, dass er sich vom lateinischen bonnae aquae (deutsch gutes Wasser) ableitet.
Die Einwohner werden Bouniaguais und Bouniaguaises genannt.

## Geographie
Bouniagues liegt ca. 10 km südlich und damit im Einzugsbereich (Aire urbaine) von Bergerac in der Region Bergeracois der historischen Provinz Périgord.
Umgeben wird Bouniagues von den Nachbargemeinden:
|          | Colombier                                   | Conne-de-Labarde        |
| Ribagnac | Kompassrose, die auf Nachbargemeinden zeigt | Saint-Cernin-de-Labarde |
| Sadillac | Saint-Perdoux                               | Monsaguel               |

Bouniagues liegt im Einzugsgebiet des Flusses Dordogne. Die Gardonnette, einer ihrer Nebenflüsse, entspringt auf dem Gebiet der Gemeinde.

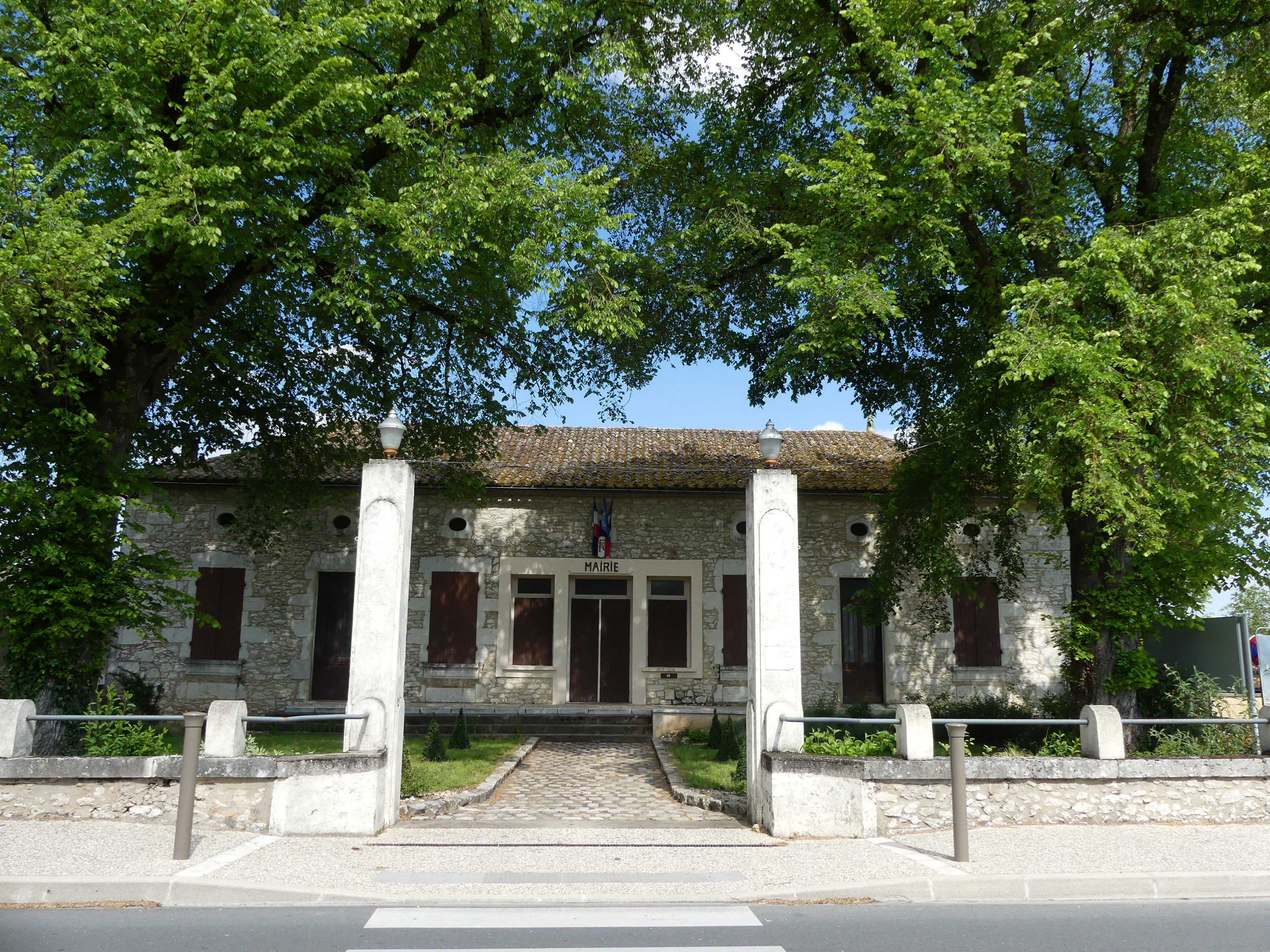
Rathaus von Bouniagues

## Geschichte
Im 12. Jahrhundert war Bouniagues der Sitz eines Erzpriestertums mit 59 Kirchengemeinden, das dem Bistum Sarlat unterstand. Zahlreiche Familien, darunter die Solminihacs und die de Saint-Ours, folgten an der Spitze der Grundherrschaft aufeinander. In der Folge entwickelte sich das Dorf nach und nach, insbesondere durch die Herstellung von Dachziegeln. Schon 1610 wurde eine kleine Erzeugung von Dach- und Mauerziegeln erwähnt. Die verkehrsgünstige Lage an der Route royale, die von Paris nach Madrid führte, begünstigte den Vertrieb.

### Toponymie
Toponyme und Erwähnungen von Bouniagues waren:
- Bognagas (1315, Collection de l’abbé de Lespine),
- Bouhagnas (1365),
- Bonhagnes (1465, Archiv von Pau),
- Bouhagnis (1502, Collection de l’abbé de Lespine),
- Bounagnies (1556, Schild der Bistümer Périgueux und Sarlat),
- Bougniagues (1739, Notare von Bergerac),
- Bouniague (1750, Karte von Cassini),
- Boumagne (1793, Notice Communale),
- Bouniagues (1801, Bulletin des Lois).[5][6][7]

### Einwohnerentwicklung
Nach Beginn der Aufzeichnungen stieg die Einwohnerzahl in der zweiten Hälfte des 19. Jahrhunderts auf einen ersten Höchststand von rund 545. In der Folgezeit sank die Größe der Gemeinde bei kurzen Erholungsphasen bis zu den 1930er Jahren auf rund 320 Einwohner, bevor eine robuste Wachstumsphase einsetzte, die noch heute anhält und neue Höchststände erreicht.
| Jahr      | 1962 | 1968 | 1975 | 1982 | 1990 | 1999 | 2006 | 2010 | 2022 |
| --------- | ---- | ---- | ---- | ---- | ---- | ---- | ---- | ---- | ---- |
| Einwohner | 380  | 349  | 378  | 447  | 466  | 476  | 487  | 517  | 589  |

## Sehenswürdigkeiten

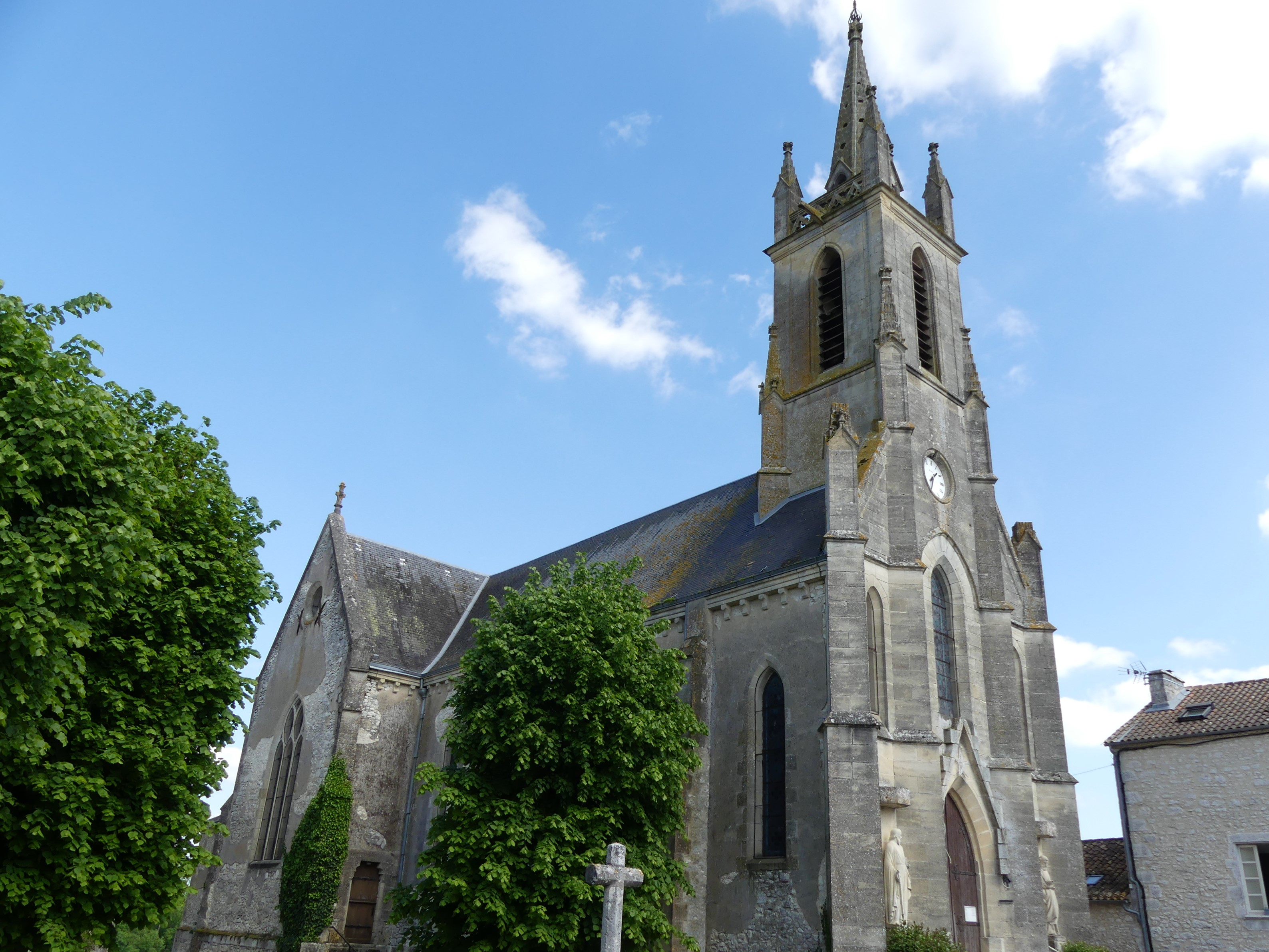
Pfarrkirche Notre-Dame-de-l’Assomption

### PfarrkircheNotre-Dame-de-l’Assomption
Die zu Ehren von Marias Aufnahme in den Himmel geweihte Kirche wurde 1882 nach Plänen des Architekten Robertien de Bergerac im neugotischen Stil gebaut. Der Bürgermeister Martial Delpit schenkte der Kirche ein Glasfenster mit der Darstellung von Alain de Solminihac (1593–1659), Bischof von Cahors ab 1637.

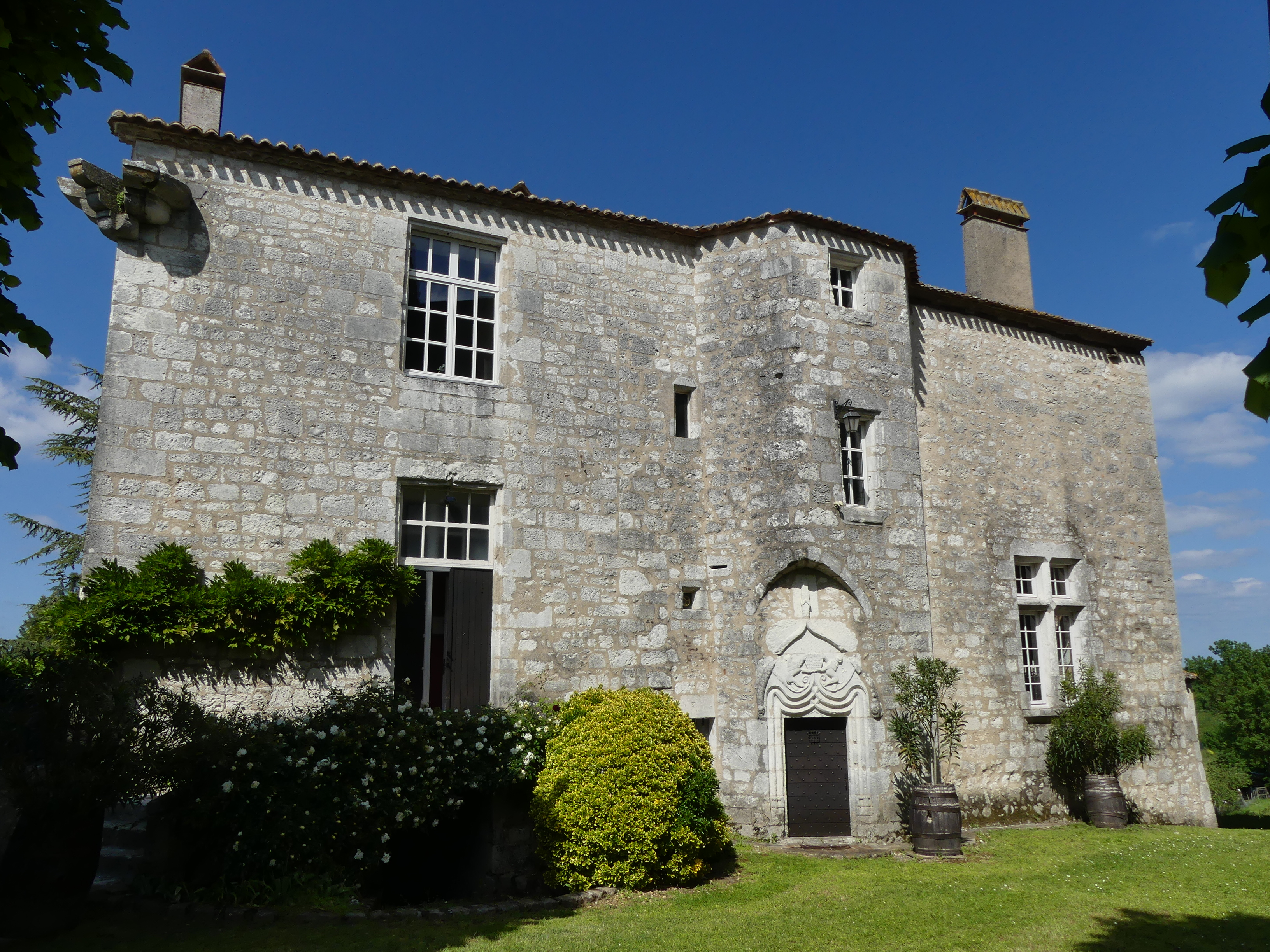
Schloss Bouniagues

### Schloss Bouniagues

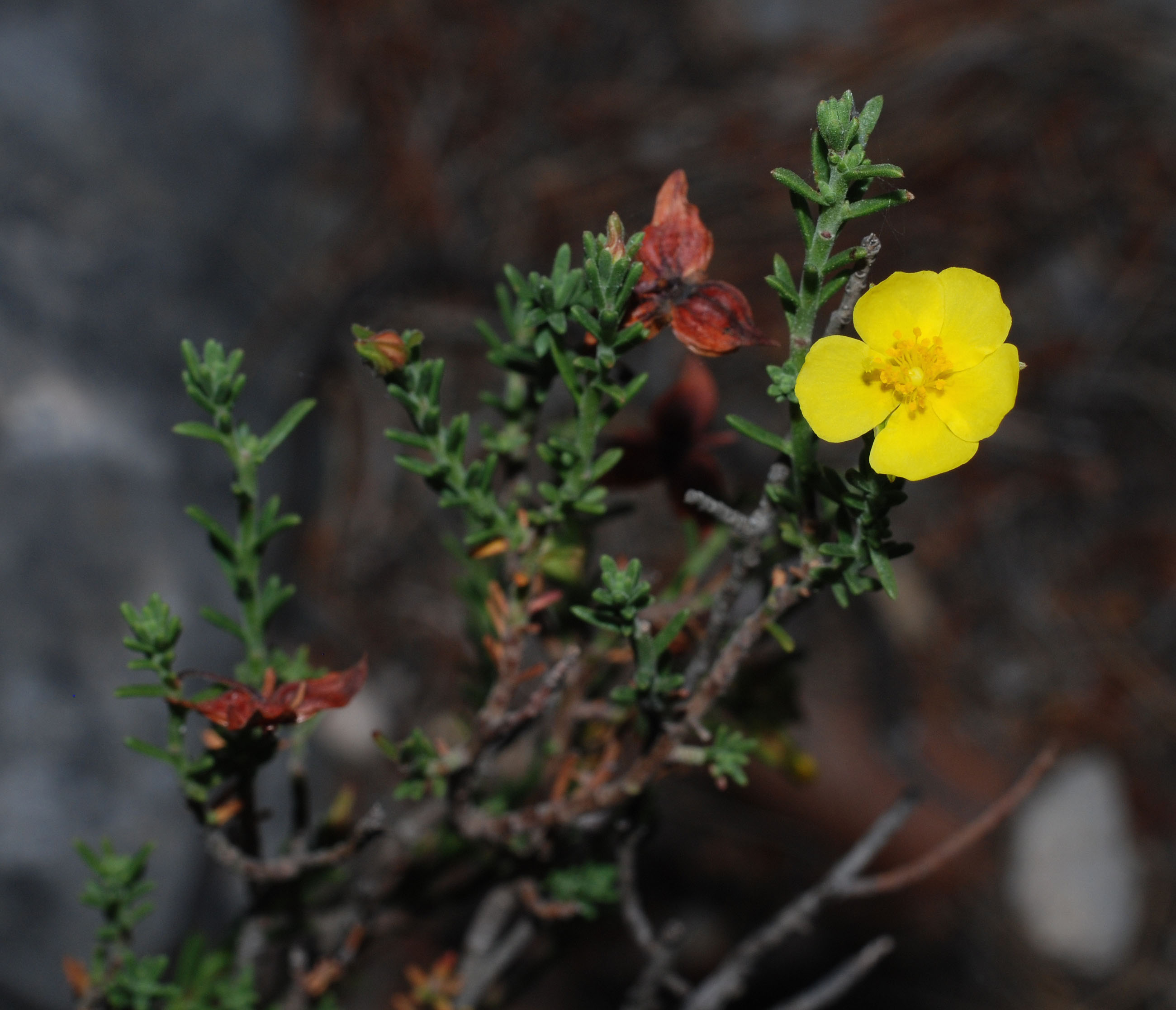
Fumana ericoides

Es handelt sich um ein Festes Haus, das im 15. Jahrhundert errichtet wurde. Um 1875 erstand der Bürgermeister der Gemeinde Martial Delpit de Castang das Anwesen und gab die Hälfte an die Gemeinde zurück, um dort ein Pfarrhaus einzurichten. Dieses belegt den westlichen Teil des Herrenhauses, der um ein Geschoss verkleinert wurde. Ein polygonaler Treppenturm akzentuiert den mittleren Teil des Gebäudes. An seinem Fuß befindet sich ein spitzbogenförmigen Eingang zu einem Vorraum. Über dem Türsturz ist ein Wappen zu erkennen, das von zwei Fabeltieren gehalten wird, die an Bären erinnern, vielleicht eine Reminiszenz an die Familie de Saint-Ours („Ours“ (frz.) entspricht „Bär“ (dt.)), die als Seigneurs von Bouniagues gegen 1790 hier wohnten. Pierre De Saint-Ours wurde 1793 während der Französischen Revolution von einem seiner Bediensteten verraten und im Schlaf gefesselt und geknebelt. Nachdem sie das Schloss geplündert hatten, beförderten die Schergen des Revolutionstribunals von Bergerac ihn, seine Frau und seine acht Kinder auf einen Karren. Der Zug erreichte beinahe Bergerac, als die Bauern von Bouniagues, bewaffnet mit Gewehren, Spießen und Sensen, die Familie befreiten, die in ihr Schloss zurückkehren konnte und fortan unbehelligt blieb. Das Pfarrhaus ist heute im Besitz einer Privatperson. Der Eingang im Renaissance-Stil ist seit dem 27. Januar 1948 als Monument historique eingeschrieben.

Schloss Bouniagues
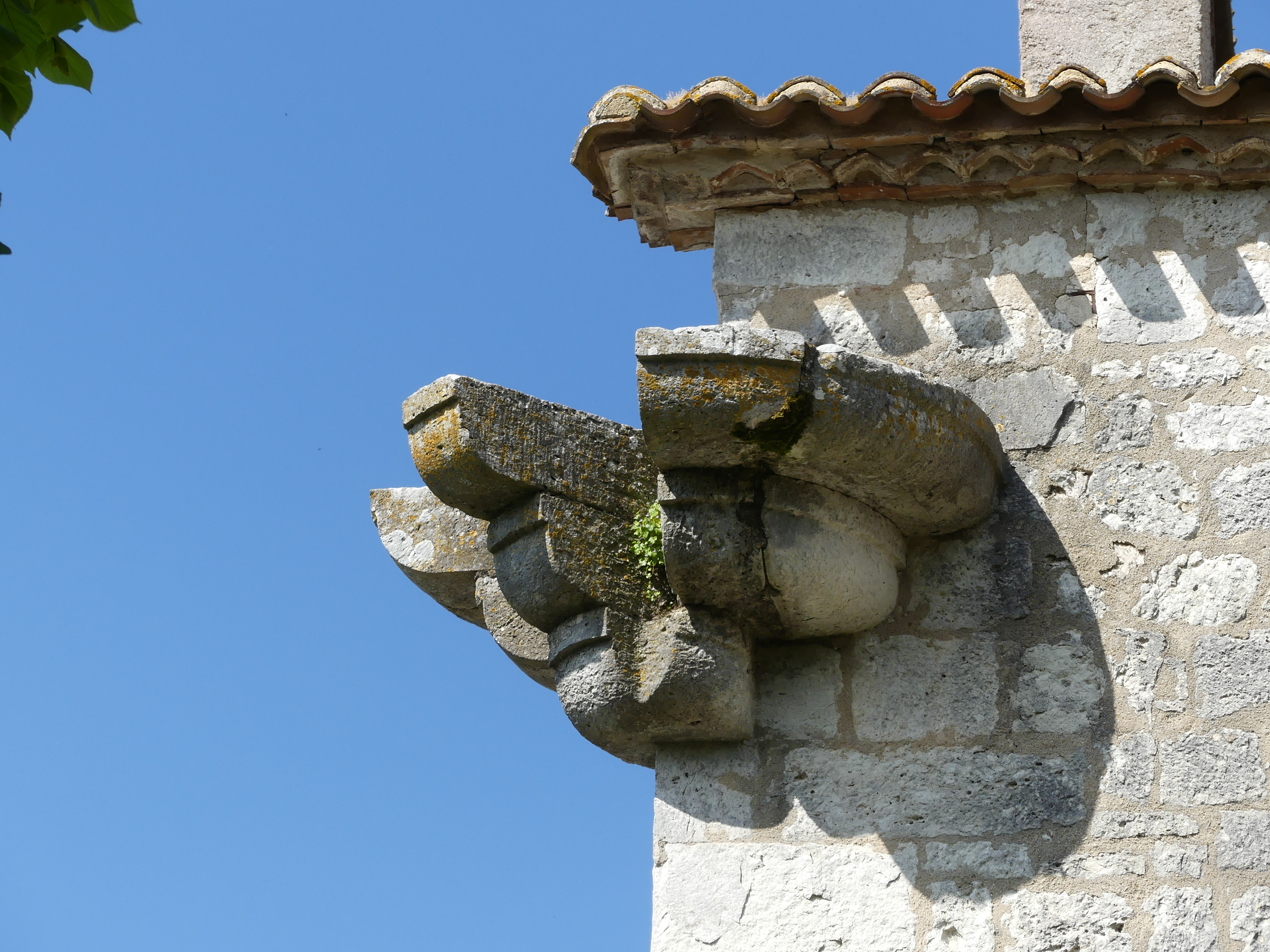
Kapitelle an den Ecken des Schlossgebäudes
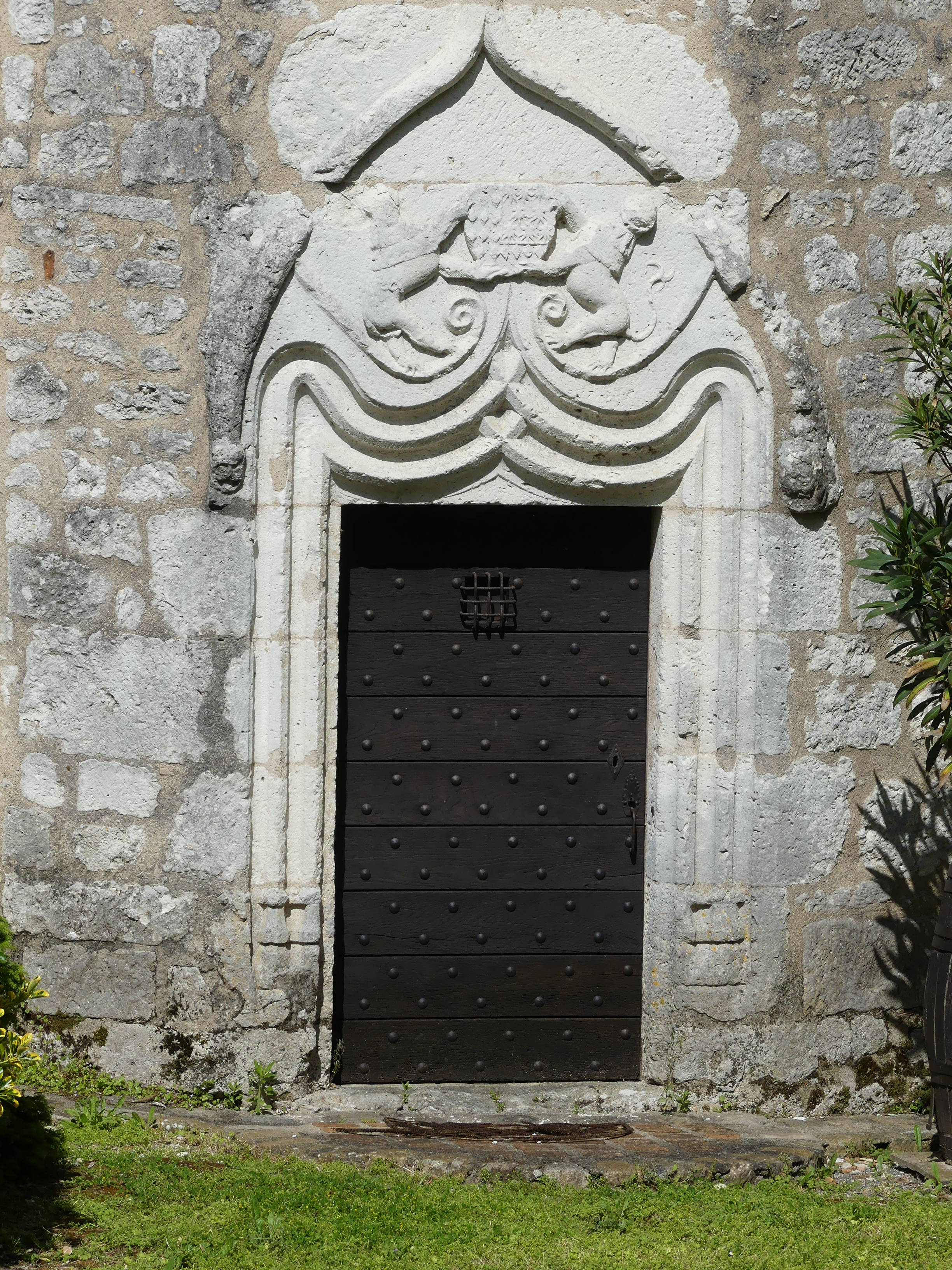
Eingang zum Pfarrhaus
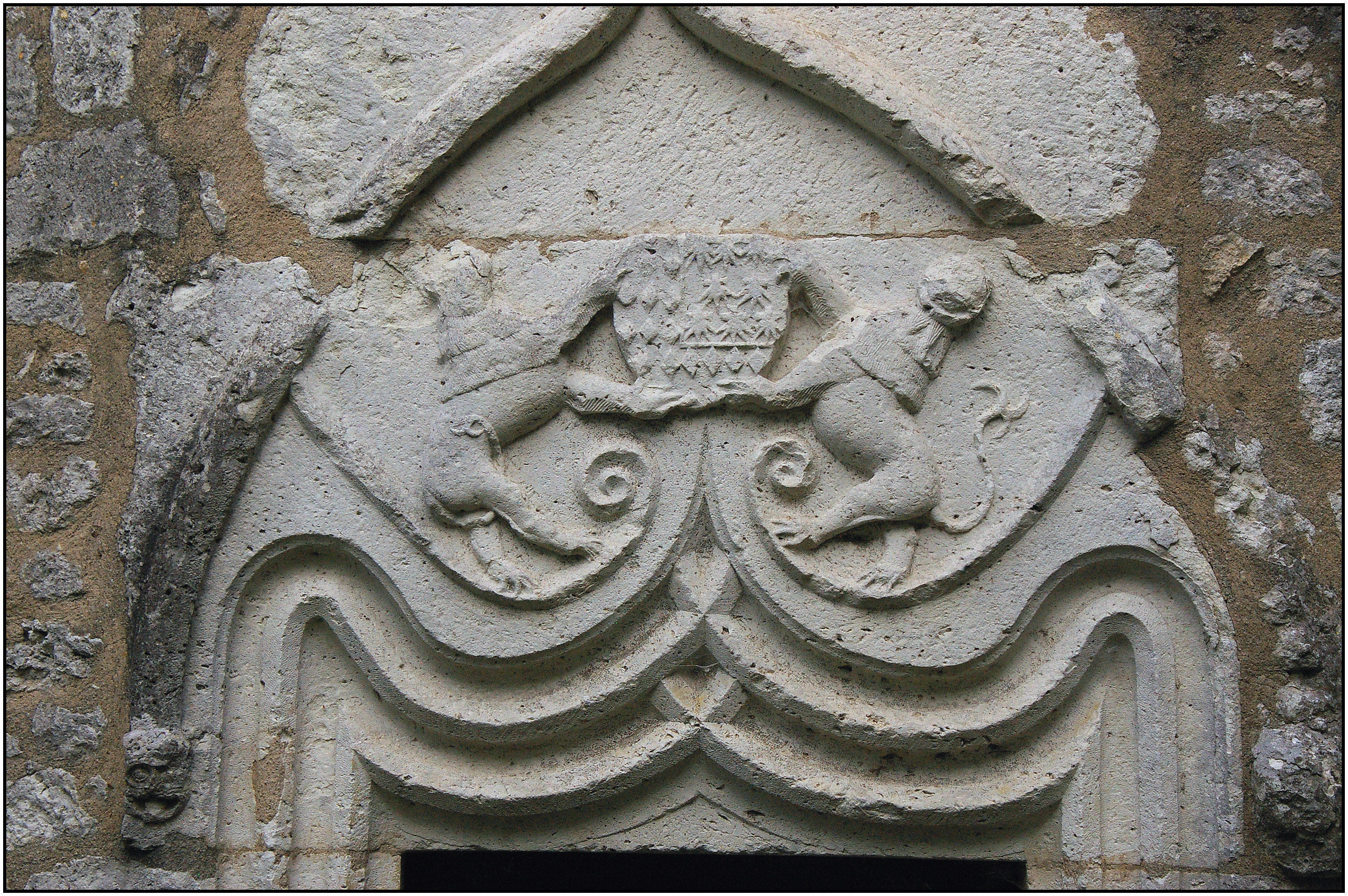
Detail des Türsturzes

### Naturschutzgebiet
An der Grenze zur südlichen Nachbargemeinde Saint-Avit-Rivière befindet sich auf einem Ödland eine 14,35 Hektar große Naturzone Zone naturelle d'intérêt écologique, faunistique et floristique Typ 1. Das Interesse gilt hier der Flora, insbesondere dem seltenen Aufrechten Heideröschen (Fumana ericoides).

## Wirtschaft und Infrastruktur
Handel und Dienstleistungen sind heute die wichtigsten Wirtschaftsfaktoren der Gemeinde.
Bouniagues liegt in der Zone AOC des Bergerac mit den Appellationen Bergerac und Côtes de Bergerac.

### Bildung
Die Gemeinde verfügt über eine öffentliche Vor- und Grundschule mit 21 Schülerinnen und Schülern im Schuljahr 2018/2019.

### Sport und Freizeit
- Der Rundweg Boucle des grandes vignes - Bouniagues besitzt eine Länge von 6,4 km bei einem Höhenunterschied von 44 m. Er führt vom Zentrum durch das Gebiet der Gemeinde am Schloss und an den Weinbergen vorbei.[16]

- Der Rundweg A vélo autour de Monbazillac für Radfahrer besitzt eine Länge von 24 km bei einem Höhenunterschied von 41 m. Er startet in Monbazillac und führt auch durch das Zentrum von Bouniagues.[17]

### Verkehr
Bouniagues ist erreichbar über die Routes départementales 13 und 14 sowie über die Route nationale 21, die die Gemeinde durchquert und mit Bergerac verbindet.